# Atlante Blaeu-Van der Hem

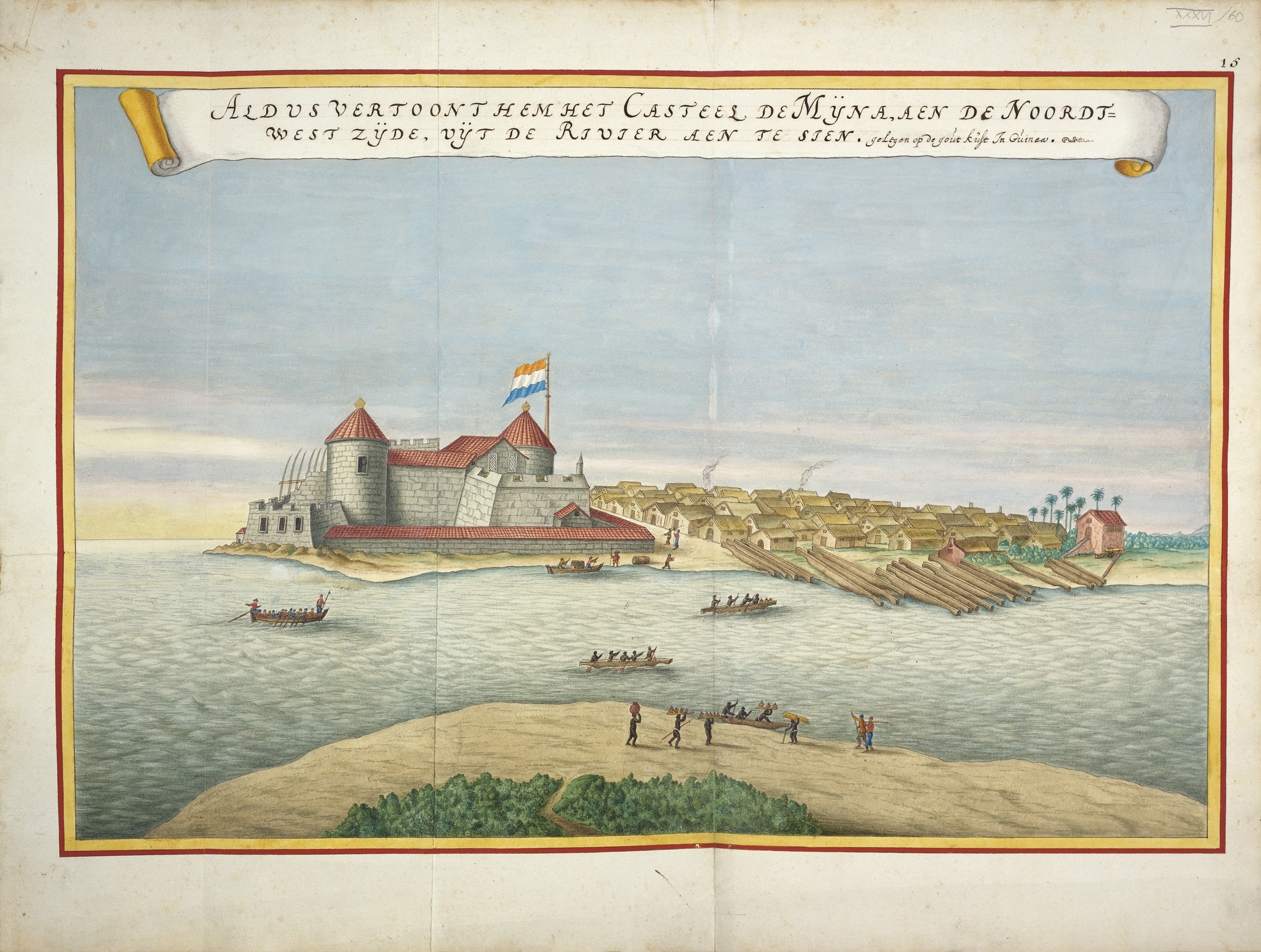
Il castello a Elmina

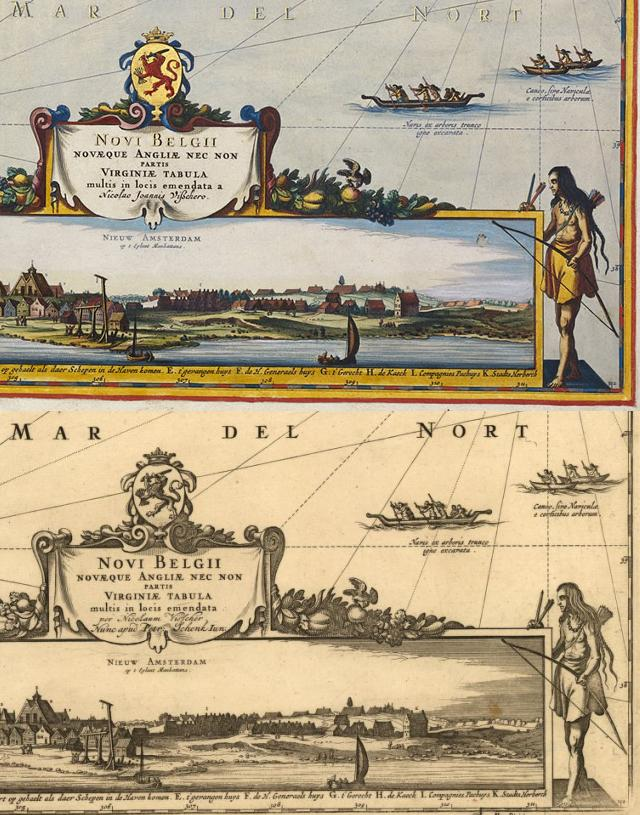
Confronto fra due mappe "Novi Belgii":sopra quella colorata da Dirk Jansz van Santen; sotto quella in bianco e nero di Joan Blaeu.

L'Atlante Blaeu-Van der Hem, anche chiamato Atlante Eugenius, è un atlante in più volumi realizzato nella seconda metà del XVII secolo dall'avvocato e collezionista bibliofilo di Amsterdam Laurens van der Hem (1621-1678). L'atlante è oggi di proprietà della Biblioteca nazionale austriaca di Vienna e dal 2003 fa parte del programma UNESCO Memoria del mondo.

## Descrizione
Tra il 1662 e il 1672 Joan Blaeu pubblicò ad Amsterdam le diverse edizioni del suo famoso Atlas Maior, l'opera venne pubblicata in latino, francese, olandese e spagnolo e, a seconda dell'edizione, era composta da un numero di volumi diverso, 9 in olandese, 10 in tedesco e spagnolo, 11 in latino e 12 in francese e comprendeva quasi 600 mappe che coprivano l'intero mondo allora conosciuto. L'Atlas Maior era l'opera più grande e più costosa pubblicata nel XVII secolo. Per più di un secolo fu l'atlante di riferimento e fu spesso utilizzato dai collezionisti come base a cui aggiungere altre stampe e disegni cartografici, topografici, storici ed etnografici.
Laurens van der Hem era un benestante avvocato di Amsterdam che nel 1662 acquistò l'edizione latina in 11 volumi dell'Atlas Maior che usò per aggiungere la sua collezione iniziata nel 1645 di mappe, vedute e disegni a mano ma anche pagine di testo stampate e manoscritte con descrizioni. Per ottenere un risultato armonioso tutti i fogli venenro adattati alle dimensioni dell'Atlas Maior. Quelli troppo larghi vennero ripiegati, altri vennero ingranditi, ridotti oppure tagliati e incollati su fogli bianchi. Tra le aggiunte più rilevanti vi è il contenuto di quattro volumi di mappe e documenti riservati della Compagnia olandese delle Indie orientali normalmente inaccessibili ai privati cittadini, la Compagnia olandese delle Indie orientali aveva infatti un proprio dipartimento di cartografia.
Altre aggiunte effettuate da ven der Hem sono la serie di disegni topografici, la maggior parte dei quali realizzati da artisti famosi come Willem Schellinks, Lambert Doomer, Jan Hackaert e Reinier Nooms detto Zeeman. L'opera finale è composta da cinquanta volumi, il lavoro originario di van der Hem era però composto da trentadue volumi rilegati da lui stesso. La raccolta comprende circa 2.400 mappe marine e terrestri a cui si aggiunge una grande quantità di informazioni sulla geografia e topografia, ma anche sull'architettura, l'etnografia, il folklore, l'araldica, la navigazione, le fortificazioni e ritratti di personaggi dell'epoca.
Van der Hem incaricò l'artista Dirk Jansz van Santen (ca. 1637-1708) della colorazione delle opere stampate originariamente in bianco e nero, per diversi anni Van Santen lavorò esclusivamente per van der Hem.
La collezione di Laurens van der Hem era una tra le più visitate di Amsterdam. Personaggi noti dell'epoca approfittavano del loro soggiorno in città per andare a trovare van der Hem nella sua elegante residenza ad Herengracht 115 per visionare la sua collezione. Tra questi, Cosimo III de' Medici, il giovane Granduca di Toscana, visitò van der Hem il 2 gennaio 1668 e cercò invano di acquistare l'atlante. Un altro visitatore, il medico francese Charles Patin, fu molto più entusiasta dell'atlante di van der Hem che di altre tre collezioni simili di mappe e stampe che aveva visto ad Amsterdam..
Alla morte del collezionista l'atlante passo alla figlia Agatha che lo conservò con cura per molti anni e rifiutò diverse offerte di vendita dell'intera collezione così come rifiutò anche di rivendere alla VOC i quattro volumi di materiale riservato. Nel 1711 mostrò l'Atlante al grande bibliofilo e collezionista di Francoforte sul Meno, Konrad Zacharias von Uffenbach (1683-1734), che ne scrisse un resoconto completo pubblicato postumo nell'opera Merkwürdige Reisen durch Niedersachsen, Holland und England. Alla morte di Agatha l'atlante passò ad Agnes, l'altra figlia di Laurens che morì nel 1712. Nel 1730 l'atlante fu messo all'asta all'Aia e venne acquistato da Principe Eugenio di Savoia, governatore dei Paesi Bassi austriaci, per 22.000 fiorini. Dopo l'acquisto, l'atlante fu chiamato Eugenius-Atlas. Il principe Eugenio lo trasportò a Vienna, dove si trova tuttora e dove è divenuto uno dei pezzi più importanti della Bibliotheca Eugeniana che fa parte della Biblioteca Nazionale Austriaca.
Durante il devastante incendio che coinvolse la Biblioteca nazionale austriaca nella notte tra il 26 e il 27 di novembre del 1992 l'atlante rischiò di andare distrutto,. Nel 2003 è stato aggiunto alla lista del patrimonio documentale Memoria del mondo dell'UNESCO.

## Riproduzioni
Nel 2011, l'editore olandese Hes & De Graaf ha pubblicato una riproduzione dell'opera in otto volumi in un'edizione limitata di 100 copie.